# Phường 10, Phú Nhuận
Phường 10 là một phường thuộc quận Phú Nhuận, Thành phố Hồ Chí Minh, Việt Nam.
Phường 10 có diện tích 0,33 km², dân số năm 2021 là 9.042 người,  mật độ dân số đạt 27.400 người/km².